# Astragalus curvicarpus
Astragalus curvicarpus là một loài thực vật có hoa trong họ Đậu. Loài này được (E.Sheld.) J.F.Macbr. miêu tả khoa học đầu tiên.

## Hình ảnh

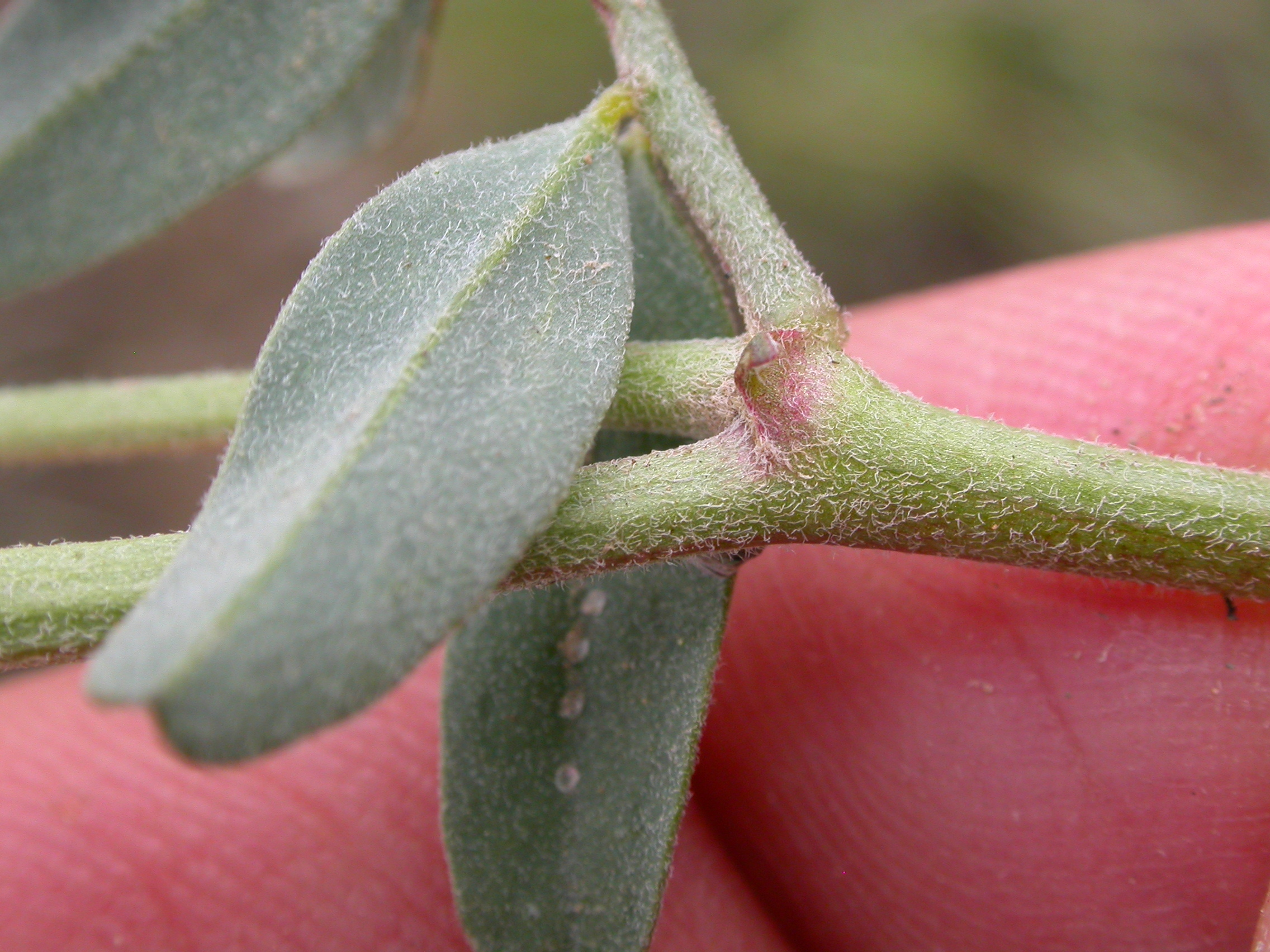
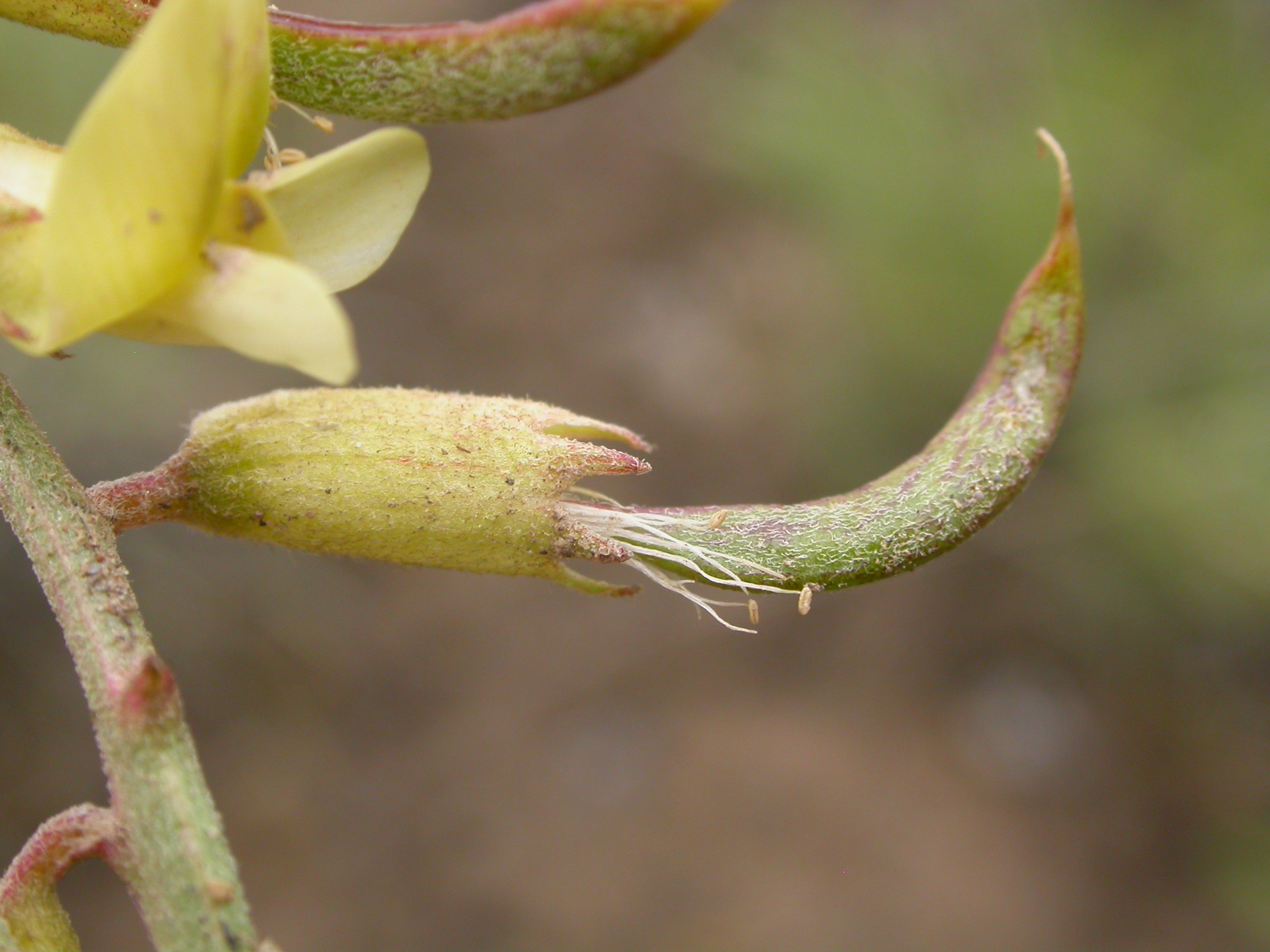
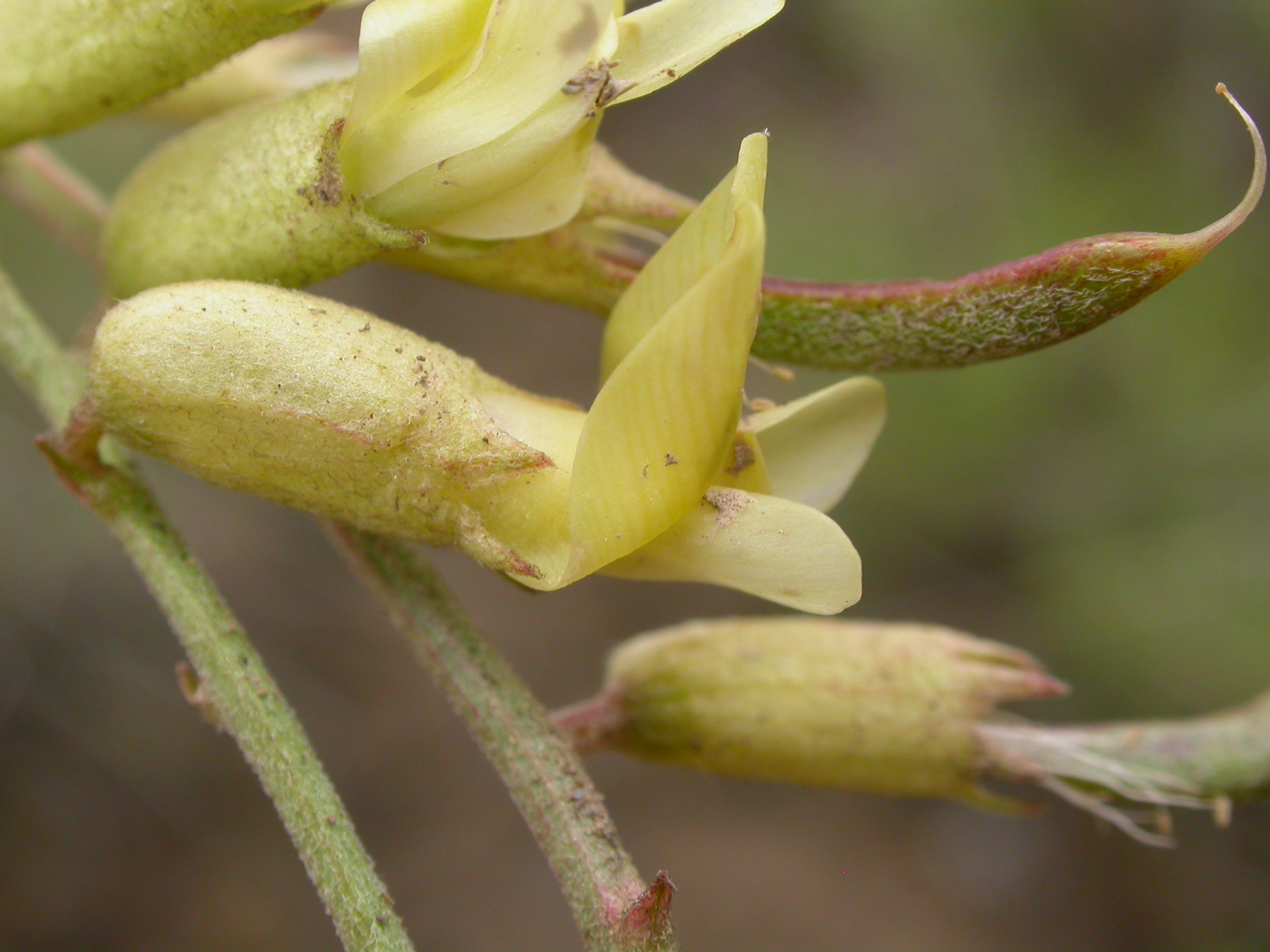
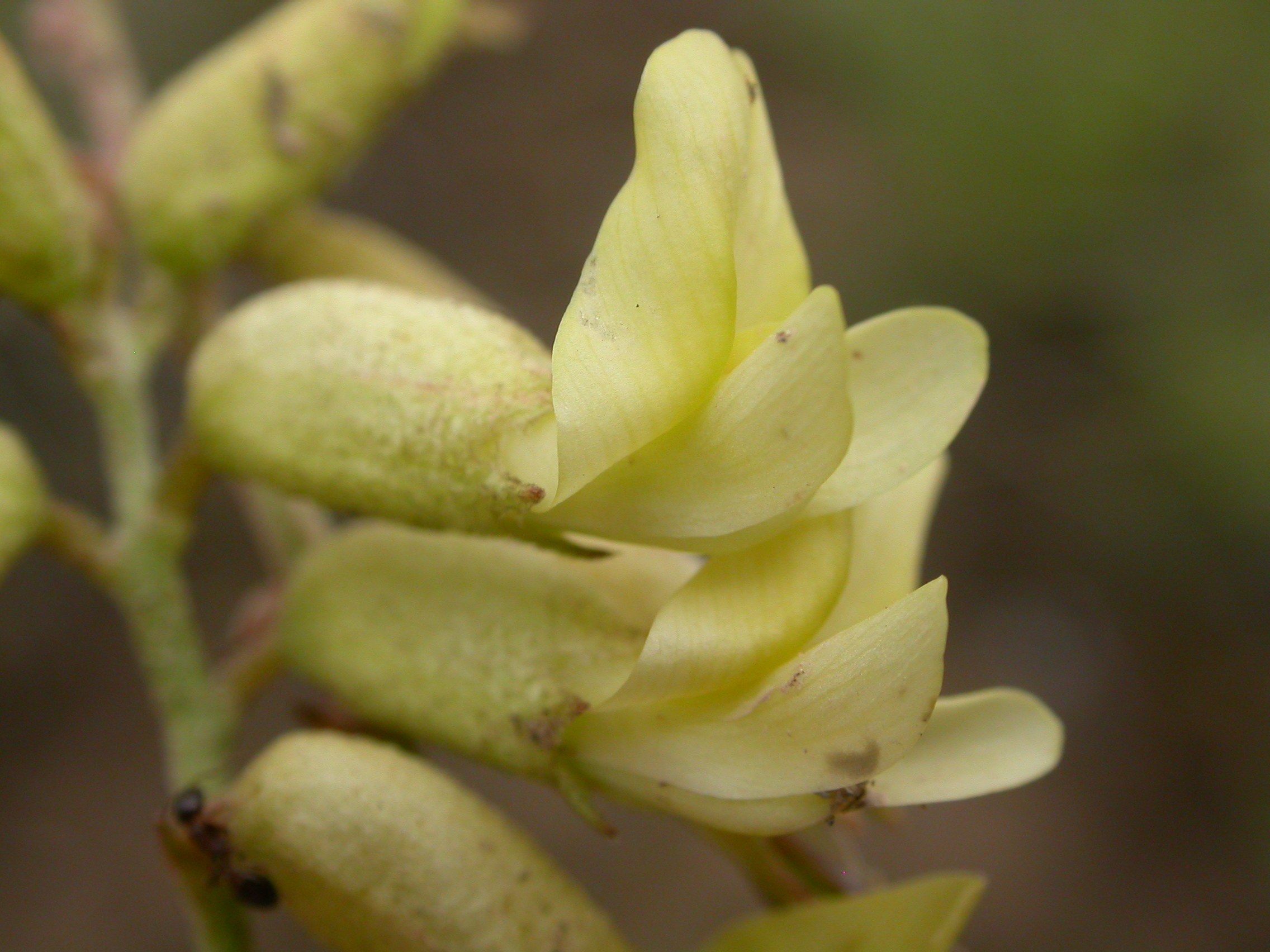